# Sfond Sqnksa
Sfond Sqnksa – projekt muzyczny zawiązany w 2001 roku przez Łukasza Lulka (Lu) i Tomasza Jaroszewskiego (Roszja). Sfond stanowi ukłon w stronę mistrzów gatunku muzyki funk oraz jej gałęzi, czyli stylu P-Funk. Album promowano wideoklipami do utworów Tyle spraff i Zabawna zbrodnia – obydwa wyróżniono nominacjami do nagrody na festiwalu Yach Film. W 2006 roku już jako Roszja i Lu muzycy ponownie podjęli współpracę, co zaowocowało płytą o zupełnie innej stylistyce. W październiku 2011 na podwójnej płycie winylowej ukazała się płyta Sfondu Sqnksa "Obawa przed potem V.2". Jest to w znacznej części wznowienie albumu wydanego w 2001 roku. W mniejszej części na zawartość płyty składają się utwory z płyty Lu Night Moves oraz wcześniej niepublikowane piosenki.

## Dyskografia

### Albumy
- Obawa przed potem (Blend Records, 2002) (MR, CD)
- Obawa przed potem V.2 (Druh Sławek Records, 2011) (LP)

### Single
- „Tyle spraff”

### Wideoklipy
- „Tyle spraff”
- „Zabawna zbrodnia”